# Ferdinand Hirn
Ferdinand Hirn  (* 22. Dezember 1875 in Silz; † 14. April 1915 in Innsbruck) war ein österreichischer Historiker, der die Geschichte Tirols und Vorarlbergs während des bayerischen Interregnums von 1809 bis 1814 zum Hauptgegenstand seiner Forschungen machte und darüber grundlegende Werke verfasste.

## Leben
Ferdinand Hirn war der Sohn eines Bauern und Gemeindevorstehers. Nach dem Besuch der Volksschule besuchte er das Gymnasium Vinzentinum in Brixen, wo er bei seinen Lehrern und Mitschülern wegen seiner hervorragenden Geistesgaben und seiner humorvollen Art sehr geschätzt war. Nach Ablegung der Matura studierte er an der Universität Innsbruck Geschichte und Geographie. In seiner Studienzeit erwarb er sich Verdienste bei der Organisierung der katholischen Finkenschaft in Innsbruck.  Seine Fähigkeit, einen historischen Stoff interessant und verständlich darzustellen, war zu dieser Zeit schon so ausgeprägt, dass er vom Akademischen Historikerklub wiederholt als Vortragender eingeladen wurde. Im März 1901 promovierte Hirn zum Doktor der Philosophie. Seine erste berufliche Anstellung fand er als Supplent an der Staatsrealschule in Jägerndorf im ehemaligen österreichisch Schlesien. Im Herbst 1902 wechselte er an die Realschule in Dornbirn, wo er über zehn Jahre als Lehrer wirkte. Im August 1905 heiratete er in der Stadtpfarrkirche St. Martin in Dornbirn die um acht Jahre jüngere Arzttochter Antonia Thalmann, die ihm vier Kinder (Margaretha Kreszenz, Wolfgang Johann, Elsa und Ferdinand) gebar. Das jüngste Kind, Ferdinand Hirn jun. (* 25. November 1915), wurde sieben Monate nach seinem Tod geboren.
Neben seinem Brotberuf als Mittelschullehrer betätigte sich Hirn auch in der Gemeindepolitik und fand darüber hinaus auch noch Zeit für seine Studien. Als Historiker war er von seinem Namensvetter Josef Hirn beeinflusst, der seit 1899 als Universitätsprofessor für Österreichische Geschichte in Wien wirkte und zur Centenarfeier im Jahre 1909 die überaus reiche Literatur zum Tiroler Volksaufstand in seinem Werk „Tirols Erhebung im Jahre 1809“ zu einem einheitlichen Ganzen zusammengefasst hatte. Diesem Werk stellte Ferdinand Hirn die Denkschrift „Vorarlbergs Erhebung im Jahre 1809“ an die Seite. Die größte Schwierigkeit, die Hirn bei der Abfassung dieser Arbeit zu bewältigen hatte, war das Fehlen von verwertbaren Quellen. Während in Tirol nämlich seit Jahrzehnten alles, was mit der patriotischen Erhebung von 1809 oder mit den daran führend beteiligten Persönlichkeiten zusammenhing, eifrig gesammelt und aufgezeichnet worden war, hatte Vorarlberg in dieser Hinsicht mit seinen Nachbarn nicht Schritt gehalten. Das Wenige, was in verschiedenen kleinen Aufsätzen zerstreut niedergeschrieben wurde, konnte nicht die Grundlage zu einer eingehenden Geschichte der Erhebung Vorarlbergs im Jahre 1809 dienen. Es ist das Verdienst Hirns, diese Lücke geschlossen zu haben. Die mit großem persönlichen Einsatz betriebene Suche nach historischen Dokumenten, die sich auf seinen Forschungsgegenstand bezogen, führten ihn über die Grenzen Vorarlbergs hinaus. Bei seinen Streifzügen durch die Archive förderte er eine riesige Menge von bisher in der Vorarlberger Geschichte unbekannten Einzelheiten zutage, ein Umstand, der sein Werk so wertvoll macht. Ein Jahr nach dessen Erscheinen veröffentlichte Hirn in der 1. Nummer des „Treuen Kameraden“ das  Lebensbild des Vorarlberger Freiheitskämpfers Siegmund Nachbauer.
Im März 1913 wurde ihm vom Unterrichtsminister eine Professorenstelle am Akademischen Gymnasium in Innsbruck verliehen. Ob er diese Stelle anstrebte oder ob andere Gründe für den Umzug nach Tirol ursächlich waren, ist nicht bekannt. Fast gleichzeitig mit der Verlegung des Wohnsitzes nach Tirol veröffentlichte Hirn die Schrift „Bayrisch Tirol im Dezember 1813“, die überraschende Aufschlüsse über den Tiroler Dezember-Aufstand des genannten Jahres lieferte. Auf Anregung seines Vorbildes Professor Josef Hirn unterzog sich Ferdinand Hirn in seinen letzten Lebensjahren der Aufgabe, die „Geschichte Tirols von 1809 bis 1814“ (mit einem Ausblick auf die Organisation des Landes und den großen Verfassungskampf) in einem eigenen, großen Zusammenhang zu behandeln. Bei seinen Recherchen in den Archiven nutzte er die großen Bestände des  Tiroler Landesmuseums Ferdinandeum, die Sammlungen des Bayerischen Geheimen Staatsarchivs in München und die Schriften des k u. k. Haus-, Hof- und Staatsarchivs und des Ministeriums des Inneren in Wien. Auch Familienarchive von Tiroler Adelsgeschlechtern, deren Vorfahren in dieser Zeit eine wichtige Rolle gespielt hatten, wurden dem Forscher geöffnet. Hirn befasst sich in diesem Werk eingehend mit der bayrischen Verwaltung Nordtirols, das nach französischem Vorbild in drei nach ihren Hauptflüssen Inn, Etsch und Eisack benannten Kreisen eingeteilt war. Das Resümee, das er über die Zeit des Interregnums fällt, ist keineswegs so negativ, wie man es sich von einem patriotisch gesinnten Tiroler Historiker zu dieser Zeit erwarten könnte. Im Gegenteil: Hirn schätzte die Tüchtigkeit und die Verdienste des bayerischen Generalkommissärs des Innkreises, Maximilian Emanuel von Lerchenfeld und hob diese in seiner Arbeit auch gebührend hervor. „Von Lerchenfelds Verwaltung berühren uns besonders wohltuend dessen Fürsorge für das Schulwesen, seine Bemühungen für Einführung des Gesangsunterrichtes in den Schulen, für den Handfertigkeitsunterricht, für die Anlegung von Schulgärten, lauter Errungenschaften, die erst seit einigen Jahrzehnten Eingang in unsere Schullehrpläne gefunden haben“, urteilt der Schulmann Hirn. Die Zentralisierung und Modernisierung des Verwaltungsapparates nach den Grundsätzen des aufgeklärten Absolutismus wog für ihn manchen Nachteil auf, den die Tiroler durch die Besatzung zu erdulden hatten.
Nach der Veröffentlichung der für die Geschichte Tirols grundlegenden Arbeit war dem Autor nur mehr ein kurzes Leben beschieden. Ferdinand Hirn verstarb im Alter von 39 Jahren im Sanatorium Kettenbrücke in Innsbruck an den Folgen einer Beinhautentzündung, die sich zu einer schmerzhaften Knochenentzündung ausgewachsen hatte. Zu dieser an sich schon lebensbedrohenden Krankheit kam noch eine Lungenentzündung hinzu, was die Kräfte des Todgeweihten völlig erschöpfte. Ferdinand Hirn wurde in Innsbruck begraben. Ein Jahr später wurde er exhumiert und im Familiengrab in Dornbirn beigesetzt.
 

## Werke
- Die Annahme der pragmat. Sanktion durch die Stände Tirols, in: Zeitschrift des Museums Ferdinandeum, 1903, Digitalisat
- Die Annahme der pragmat. Sanktion durch die Stände Vorarlbergs, in: Programm der Realschule Dornbirn, 1903
- Geschichte der Tiroler Landtage von 1518–25, 1905
- Der Aufenthalt Dr. Schneiders in Vorarlberg i. J. 1811, in: Forschungen und Mitteilungen zur Geschichte Tirols und Vorarlbergs, 1905
- Vorarlbergs Herrscherwechsel vor hundert Jahren, in: Programm der Realschule Dornbirn, 1906
- Widerstandsversuche gegen die kirchenpolizeilichen Verordnungen der josefinischen und bayerische Zeit in Götzis, 1906, in: Archiv für Geschichte und Landeskunde Vorarlbergs, Nr. 7[9]
- Die Wegnahme des kgl. württembergischen Kornspeichers in Hofen durch Vorarlberger am 16. Mai 1809; Beiträge zur Geschichte des Sondersiechenhauses  im Töbele zwischen Bludenz und Nüziders, 1906, beide Aufsätze erschienen in: Archiv für Geschichte und Landeskunde Vorarlbergs[10]
- Der Weiberaufstand in Krumbach (Vorarlberg), in: Forschungen und Mitteilungen zur Geschichte Tirols und Vorarlbergs, 1907
- Vorarlbergs Erhebung im Jahre 1809, 1909
- Das Spezialgericht in Lindau. Ein Nachspiel zu Vorarlbergs Erhebung i. J. 1809, in: Programm der Realschule Dornbirn, 1911
- Die Aushebung der Geiseln in Vorarlberg i. J. 1813, ebenda, 1913,
- Bayrisch Tirol im Dezember 1813, Digitalisat
- Geschichte Tirols von 1809–14, 1913
- Suworows Alpenübergang, in: Archiv für Geschichte und Landeskunde Vorarlbergs, 1913
- Vorarlberg vor dem Heimfalle an Österreich, ebenda, 1915
- Die Gründung der Tiroler Kolonie Königsgnade im Banat, in: Zeitschrift des Ferdinandeums für Tirol und Vorarlberg, Dritte Folge, Sechzigster Band, 1920 (posthum erschienen), Digitalisat